# HMS Lord Clive
«Лорд Клайв» (англ. HMS Lord Clive) — перший з моніторів типу «Лорд Клайв», названий на честь Роберта Клайва, британського генерала, учасника Семирічної війни, переможця битви під Плессі.

## Конструкція

### Модифікації під час війни

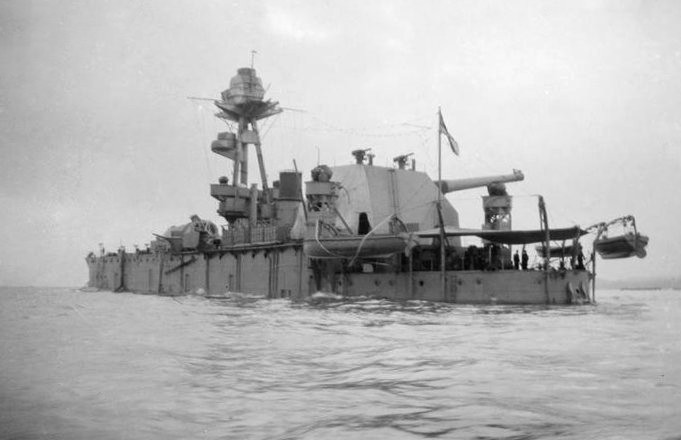
Вид на HMS Lord Clive з корми, який демонструє 18-дюймову гармату на фіксованому кріпленні, листопад 1918 року

Дві 152-міліметрові гармати з 200 снарядами на кожну були додані на початку 1916 року поблизу труби, коли стало зрозуміло, що дві 12-фунтові гармати не мають достатньої потужності для захисту корабля від німецьких есмінців.
Найбільшою зміною стала установка 18-дюймової (457-міліметрової) корабельної гармати BL Mk I за величезним бронещитом, розміщеної позаду машинного відділення і зафіксованої в напрямку борту. Сама гармата могла наводитись на 20°, проте бронещит був зафіксований. Вся установка важила 390 тон, але боєкомплект, обладнання до неї та кріплення майже подвоювали цю вагу. Для її часткової компенсації з корабля зняли броньовану рубку. Гармата пересувалася завдяки гідравлічному механізму, але процес перезаряджання забезпечувався завдяки механічному обладнанню та м'язам обслуги. Через це фактична скорострільність становила лише один постріл на 3–4 хвилини.

## Історія

### Перша світова війна: 1915 рік
Після того, як на «Лорді Клайві» завершилися роботи, 9 серпня 1915 року його відправили до гирла Темзи, щоб для проведення навчальних стрільб спільно з однотипними моніторами «Sir John Moore» та «Prince Rupert». Там була викладена копія деяких основних особливостей бельгійського узбережжя поблизу Зебрюгге, і кораблі практикувались у маневруванні та спостереженні. У морі було встановлено два триножники для артилерійських спостерігачів, які коректували вогонь кораблів. Одна з виявлених проблем полягала в тому, що модифіковані 12-дюймові установки гармати досить часто виходили з ладу досить сильно, оскільки початково вони не призначалися для стрільби під кутом до 30 °, а багато їх компонентів були досить зношеними. Втім кораблі оцінили як готові для виконання завдань, а 21 серпня заплановано обстріл. Це довелося відкласти на день через погану погоду. Потім «Лорд Клайв», однотипні монітори, ескадра супроводу з десяти есмінців, дев'яти тральщиків, гідроавіаносця Riviera, чотирьох суден для обслуговування триножників спостерігачів та не менше п'ятдесяти дрифтерів для постановки підводних сіток з мінами, призначених для захисту моніторів, прибули до точки близько 16 кілометрів від Зебрюгге в ніч з 22 на 23 серпня. «Лорд Клайв» став на якір і відкрив вогонь о 05:36 за шлюзам каналу Зебрюгге, який вів до німецької військово-морської бази в Брюгге. За півтори години він випустив 31 снаряд по шлюзам, перш ніж перевести вогонь на сусідній завод, який отримав одинадцять снарядів. Віцеадмірал Реджинальд Бекон наказав кораблям припинити вогонь через дві години, скасувавши плани бомбардувати Остенде, оскільки «Сер Джон Мур» та «Принц Руперт» зазнали значних проблем зі своїми баштами. Обстріл був досить неефективним; дві баржі були затоплені, деякі будівлі пошкоджені, двоє мирних жителів загинули та деякі німецькі робітники отримали поранення, а самі шлюзи залишилися неушкодженими. Британці оцінили це як хорошу першу спробу і запланували обстріл Остенде, після ремонту башт моніторів.
Операцію відкладали через погодні умови кілька разів. Урешті-решт ескадра з 77 кораблів і суден, посилена монітором «General Craufurd» та невеликим монітором типу М15 M25, прибули на позицію для обстрілу вранці 7 вересня. Видимість була чудова за винятком самої цілі, яку приховувала димка. Через це адмірал Бекон наказав відступити. Німецькі підводні човни та літаки атакували ескадру під час відступу, проте їм не вдалося пошкодити монітори. Монітори повернулися у другій половині дня. коли димка розсіялася і «Лорд Клайв» відкрив вогонь о 15:30 обстрілюючи маяк в Остенде. Але до того невиявлена батарея з чотирьох далекобійних 283 міліметрових гармат відкрила вогонь у відповідь і досить скоро снаряди почали лягати поблизу монітора. Він поспішив відступити, але його низька швидкість не завадила німецьким артилеристам чотири рази вразити корабель близько 15:50. До часу відступу монітори встигли випустити лише 14 снарядів, один з яких викликав пожежу в доках.
Інша спроба була здійснена 19 вересня коли новий монітор «Маршал Ней» намагався подавити батарею «Тірпіц» своїми 381-міліметровими гарматами, у той час як «Лорд Клайв» та «Сер Джон Мур» обстрілювали Остенде з позиції поза радіусом обстрілу німецької батареї. Спроба виявилася невдалою і монітор випустив лише кілька снарядів перед тим, як був вимушений відступити. 25 вересня «Лорд Клайв» та кілька інших моніторів обстрілювали німецькі позиції в Вестенде як частина маскувальної операції, аби створити враження у німців, що союзники планують атакувати відповідний сектор. впродовж наступного періоду у кінці вересня та у жовтні «Лорд Клайв» час від часу обстрілював німецькі берегові батареї. Під час одного з цих обстрілів снаряд дочасно вибухнув у стволі лівої гармати монітора, який деформувався від зношення внаслідок інтенсивної стрільби.

### 1916 рік
Протягом грудня 1915 року та січня 1916 року «Лорд Клайв» був розміщений у гирлі Темзи, щоб збивати німецькі цепеліни шрапнеллю з гармат головного калібру. Це було б лише безцільною витратою боєприпасів, але цепеліни. 26 січня вона обстріляла німецькі батареї у Вестенде, використовуючи нещодавно розроблену техніку корегування вогню авіацією, але під час півгодинного обстрілу монітор випустив лише одинадцять снарядів. Це був останній обстріл протягом наступних семи місяців, оскільки монітори залучили для підтримки британських легких сил, мінних полів та сіткових загороджень в Ла-Манш. У цей період «Лорд Клайв» був доозброєний парою шести-дюймових гармат, щоб покращити захист від атак німецьких кораблів. Це згодилося 8 червня, коли «Лорд Клайв» разом з іншими моніторами та есмінцями нейтралізувала спробу десятка німецьких кораблів зняти сітки та розчистити мінні поля. «Лорд Клайв» взяв участь в маскувальній операції 8 липня, коли він, а також французькі 240-міліметрові гармати, вели вогонь холостими зарядами, щоб стрільбу нової 12-дюймової батареї «Домініон» в Адінкерке, яка обстрілювала батарею «Тірпіц». Монітор оснастили другою фальшивою трубою, щоб змусити німців думати, що новий корабель. Таким чином противник мав приписати саме йому снаряди, які мали вразити батарею. Втім повністю ввести в оману німців не вдалося, і вони обстріляли французькі гармати. Незабаром після цього вони прикрили власну батарею димовою завісою, що утруднювало коректування вогню. Вони також виявили батарею «Домініон» та обстріляли її.

### 1917 рік

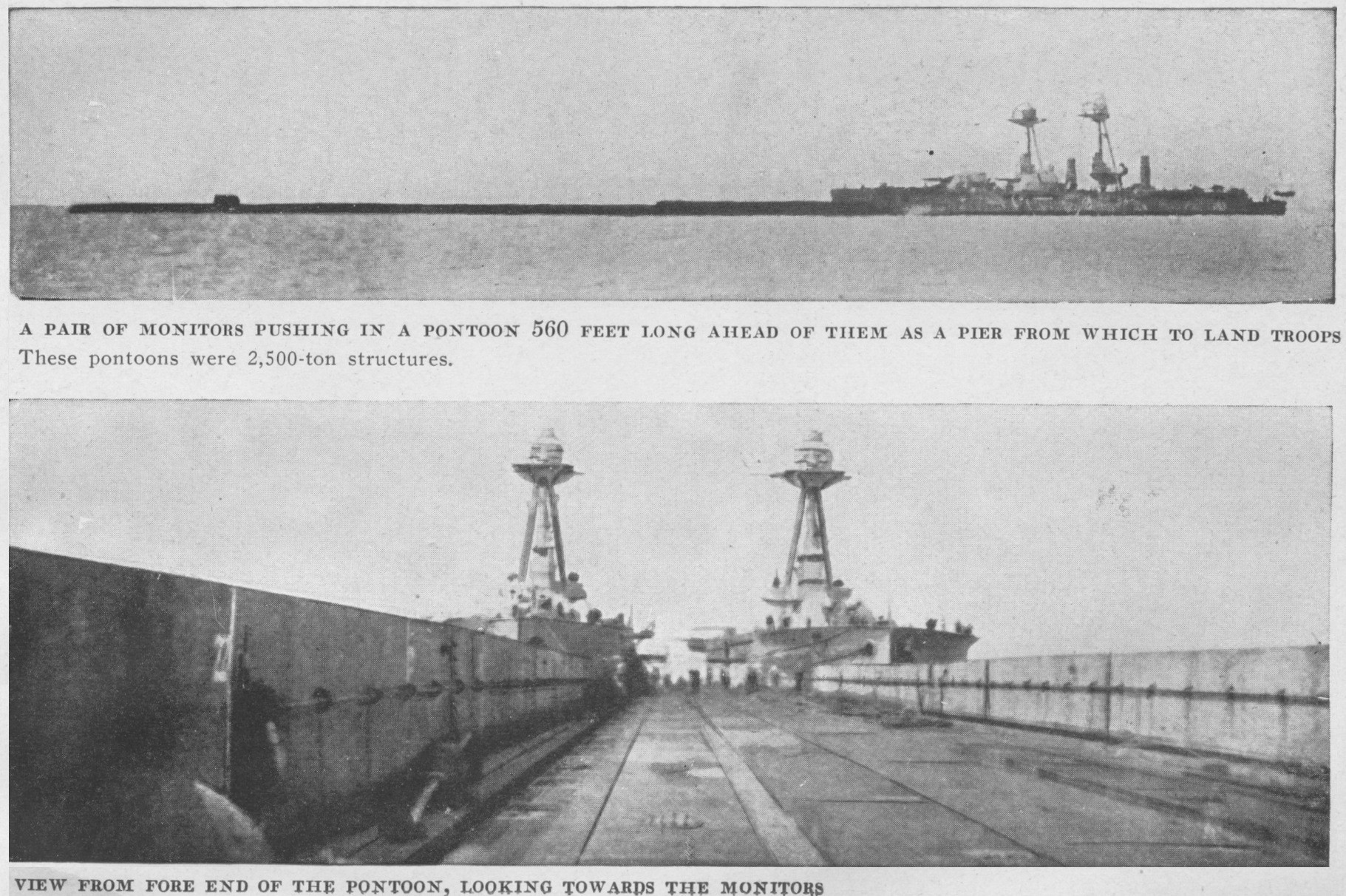
Два монітори типу «Лорд Клайв» під час буксирування десантного понтону

«Лорд Клайв» був модифікований в березні 1917 року, щоб з «Сером Джоном Муром» буксирувати один із величезних 2500-тонних понтони для висадки десанту. Кожен з трьох понтонів був зафіксований у положенні між двома моніторами і міг нести бригаду піхоти, артилерійську батарею та три танки. План полягав у тому, щоб висадити кожен понтон між Вестенде та Мідделькерке, щоб використати здобутки союзників, досягнуті під час битви біля Пашендейле, та затиснути німецькі війська між десантом та наступаючими військами. «Лорд Клайв» та однотипні монітори проводили відповідні навчання до середини липня, коли почалася битва. Але союзники не змогли здійснити наступ на 16 кілометрів, необхідний для реалізації плану операції. Фельдмаршал Гейг відмовився підтримати пропозицію адмірала Бекона для менш амбітного десанту у районі між Н'єпером і Мідделькерке у вересні, так що операція була скасована 2 жовтня.

### 1918 рік

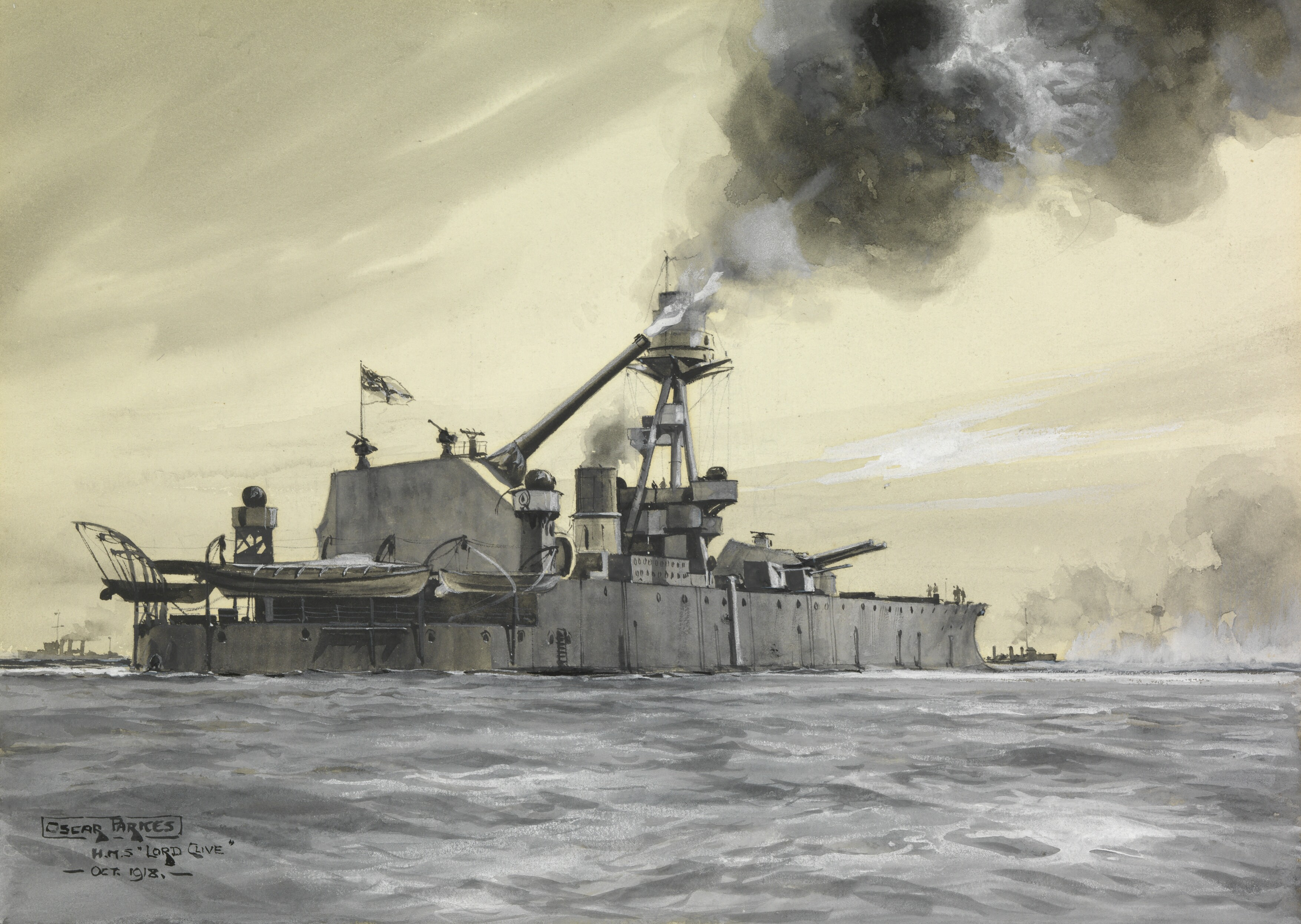
Картина, яка зображає «Лорд Клайв», Оскара Паркса, 1918 рік

Монітор розпочав випробування зі своєю новою 18 дюймовою гарматою 13 жовтня. Вона вистрілила один снаряд 14 жовтня по мосту в Снейкерке вранці, але вибух не помітили, аби спокергувати вогонь. Пізніше цього дня монітор випустив ще три снаряди, але довелося припинити вогонь, щоб уникнути ударів союзних військах, що наступали. Один снаряд уже був завантажений, коли надійшло розпорядження припинило вогонь, тому монітор вистрелив його зі зниженим зарядом у мінне поле в морі.

### Мирний час: 1917—1927
«Лорд Клайв» був виведений зі складу флоту майже одразу після закінчення війни та поміщений у резерв в Іммінгемі. Його буксирували в Портсмут у вересні 1920 року для проведення випробувань зтроєної 15-дюймової установки корабельних гармат для нових лінкорів. Королівський військово-морський флот на той час не мав досвіду з стрільби з трьох гармат із однієї башти і хотів дослідити, як вони впливають одна на одну. 18-дюймову гармату було демонтовано разом із допоміжним озброєнням, а три гармати були встановлені на установці для 18-дюймовки, прикритому лише полотном екрану. Монітор знову включили до складу флоту розгляд 15 грудня, але до 1 лютого 1921 року корабель не був готовий провести випробування. Урешті-решт монітор відбуксирували до полігону поблизу Шоберінесс для випробувань. Вони не виявили серйозних проблем установки, і монітор знову вивели зі складу в серпні 1921 року в Портсмуті. «Лорд Клайв» залишався там, поки його 10 жовтня 1927 року не продали на брухт за 13 500 фунтів стерлінгів.